# Sacha Distel
Sacha Distel   (13è districte de París, 29 de gener de 1933 - Lo Raiòu Canadèu, 22 de juliol de 2004) va ser un guitarrista de jazz, compositor i cantant francès. Més esporàdicament va participar en pel·lícules.

## Biografia
Nebot de Ray Ventura, va començar sent guitarrista de jazz i va actuar al costat de Dizzy Gillespie i Tony Bennett. Va debutar com a cantant el 1958 en el casino d'Alger. Es va definir com a cantant crooner, a la manera de Tony Bennett i Frank Sinatra, arribant a actuar al famós programa de televisió The Ed Sullivan Show. Solia cantar en francès encara que també té cançons cantades en anglès i castellà.
Després d'un idil·li amb Brigitte Bardot, es va casar el 1963 amb l'esquiadora francesa Francine Bréaud, amb la qual va tenir dos fills. En els seus anys joves també se li va atribuir un romanç amb Dionne Warwick. El 1962 va compondre la cançó "La Belle Vie" per al film de Roger Vadim Els Sept Péchés capitaux. Va ser un dels seus majors èxits i va aconseguir gran popularitat als Estats Units en una versió en anglès cantada per Tony Bennett.
Anys després, Distel va experimentar el cas contrari: va cantar una cançó no seva, famosa als Estats Units, "Raindrops Keep Fallin' on My Head", i va arribar al top 10 en el Regne Unit, on l'enregistrament original amb prou feines havia entrat en llistes. Va aconseguir fer-se famós en el Regne Unit i va arribar a presentar una gala de Miss Món a Londres. El 1980 va actuar en el Palau de Buckingham en una festa pel 80è aniversari de la reina mare Isabel del Regne Unit, mare d'Isabel II. En aquests anys va fer versions en francès de diversos èxits del pop, com a "I Just Called to Say I Love You" de Stevie Wonder.
El 1985 va patir un accident al costat de Chantal Nobel, l'heroïna de la tele-sèrie Châteauvallon. Chantal Nobel greument ferida va quedar discapacitada; Distel, ferit lleument, va ser condemnat a un any de presó per ferides causades involuntàriament. L'any 2001, a Londres, va obtenir el paper principal de la versió francesa de la comèdia musical Chicago.
Summament popular al seu país, va ser honrat el 1997 amb el títol de Chevalier de la Legion d'Honneur.